# Cantonul Monclar-de-Quercy
Cantonul Monclar-de-Quercy este un canton din arondismentul Montauban, departamentul Tarn-et-Garonne, regiunea Midi-Pyrénées, Franța.

## Comune
- Bruniquel
- Génébrières
- La Salvetat-Belmontet
- Monclar-de-Quercy (reședință)
- Puygaillard-de-Quercy